# Wilhelm Suida (Chemiker)
Wilhelm Suida (auch: Wilhelm Franz Suida; * 10. September 1853 in Wekelsdorf, Böhmen; † 31. März 1922 in Mödling, Niederösterreich) war ein österreichischer Chemiker und Hochschullehrer. Er war Rektor der Technischen Hochschule Wien.

## Leben
Wilhelm Suida war der Sohn des böhmischen Leinenindustriellen Franz Suida (1807–1886) und besuchte zunächst die deutsche Realschule in Prag. Von 1870 bis 1872 studierte er Chemie am Eidgenössischen Polytechnikum Zürich unter anderem bei Johannes Wislicenus. Danach folgte ein Studium an der Deutschen Technischen Hochschule Prag. Ab 1874 arbeitete er unter Ernst Ludwig im Labor der Handelsakademie Wien, ab Herbst 1874 war er Assistent an der Lehrkanzel für Tierphysiologie und Tierzucht an der Hochschule für Bodenkultur Wien. 1876 promovierte er mit einer Dissertation über das Verhalten von Eisenoxiden bei hohen Temperaturen zum Dr. phil. an der Universität Budapest, 1877 war er bei Adolf von Baeyer in München tätig, wo er zur Kondensation von Aldehyden mit Phenolen sowie über das Indol forschte. Von 1878 bis 1881 arbeitete er am chemisch-pathologischen Labor des Wiener Allgemeinen Krankenhauses und von 1881 bis 1885 als Adjunkt am Technologischen Gewerbemuseum. 1882 habilitierte er sich für Chemie der aromatischen Verbindungen an der Technischen Hochschule Wien.
Ab 1885 war er im artistischen Artelier des k.k. Finanzministeriums und der K.k. Hof- und Staatsdruckerei beschäftigt. Unter anderem entwickelte er dort Farben für Brief- und Stempelmarken sowie Stempelmarken die nach dem Aufkleben nicht ohne Farbspuren wieder abgelöst werden konnten.
1891 wurde er außerordentlicher, 1902 ordentlicher Professor der Chemischen Technologie organischer Stoffe an der Technischen Hochschule Wien. In den Studienjahren 1908/09 und 1909/10 war er Dekan der Chemisch-technischen Fachschule, im Studienjahr 1911/12 wurde er zum Rektor der Technischen Hochschule Wien gewählt. Während seines Rektorates fand 1912 an der TH Wien die zweite allgemeine Österreichische Rektorenkonferenz statt. Außerdem wurde die Errichtung einer Unterabteilung für Schiffbau an der Maschinenbauschule genehmigt.
Ab 1912 war er Ehrenmitglied der Association des Chimistes coloristes und von 1913 bis 1922 Fachkonsulent für das Technische Museum für Industrie und Gewerbe. 1915 wurde er zum Hofrat ernannt.
Wilhelm Suida starb 1922 im Alter von 68 Jahren. Sein Sohn Hermann Suida war ebenfalls Chemiker und übernahm nach dem Tod von Wilhelm Suida dessen Lehrstuhl. Gemeinsam mit Louis Liechti forschte Wilhelm Suida zur Chemie des Beizen und untersuchte die Farbstoffe Türkischrotöl und Anilinschwarz. Unter der Anleitung von Suida gelang seinem Studenten Paul Gelmo 1906 die Entdeckung der Sulfonamide.

## Publikationen (Auswahl)
- 1881 (gemeinsam mit Julius Mauthner): Über gebromte Propionsäuren und Acrylsäuren
- 1896 (gemeinsam mit Julius Mauthner): Beiträge zur Kenntniss des Cholesterins, Sitzungsberichte der kaiserlichen Akademie der Wissenschaften Wien, mathematisch-naturwissenschaftliche Klasse, Band 105, Abteilung 2b, Wien, K.k. Hof- und Staatsdruckerei
- 1905: Über den Einfluß der aktiven Atomgruppen in den Textilfasern auf das Zustandekommen von Färbungen, Sitzungsberichte der Kaiserlichen Akademie der Wissenschaften Wien, mathematisch-naturwissenschaftliche Klasse, Band 114, Abteilung 2b, Wien, K.k. Hof- und Staatsdruckerei
- 1906: Studien über die Ursachen der Färbung animalischer Fasern, Hoppe-Seyler's Zeitschrift für physiologische Chemie, Band 50, Heft 2 und 3, Trübner-Verlag, Strassburg
- 1906 (gemeinsam mit Paul Gelmo): Studien über die Vorgänge beim Färben animalischer Textilfasern, Sitzungsberichte der Kaiserlichen Akademie der Wissenschaften Wien, mathematisch-naturwissenschaftliche Klasse, Band 115, Abteilung IIb, Wien, K.k. Hof- und Staatsdruckerei
- 1907 (gemeinsam mit F. Glassner): Über die Ursachen der Entfärbung von gefärbten Flüssigkeiten durch verschiedene Kohlen, Justus Liebigs Annalen der Chemie, 357. Band, Leipzig
- 1915 (gemeinsam mit W. Siegmund): Die Ölhärtung ohne Überdruck unter Verwendung von Nickel und seinen Verbindungen als Katalysatoren, Journal für praktische Chemie, Band 91, Barth-Verlag, Leipzig
- 1911: Die organisch-chemische Großindustrie im Dienste der menschlichen Wohlfahrt. Antrittsrede des für das Jahr 1911/12 gewählten Rektors der k.k. technischen Hochschule in Wien, Verlag der k.k. technischen Hochschule, Wien